# Biblioteca Gordon-Nash
La Biblioteca Gordon-Nash es una biblioteca privada sin fines de lucro, ubicada en el 69 de Main Street en el pueblo de New Hampton, en el estado estadounidense de Nuevo Hampshire. Fundada en 1887, la biblioteca es "la única biblioteca privada en Nuevo Hampshire que está abierta a todos los residentes, estudiantes y viajeros". y efectivamente funciona como la biblioteca pública de Nuevo Hampton. Se encuentra en un edificio renacentista de 1895 que se incluyó en el Registro Nacional de Lugares Históricos en 1988.

## Arquitectura e historia
La Biblioteca Gordon-Nash se encuentra en el centro del pueblo de Nuevo Hampton, en el lado sur de Main Street frente a la Escuela New Hampton. El edificio consta de la construcción original de 1895, a la cual se le agregaron varias adiciones en la parte posterior. El edificio original es una estructura de mampostería de una sola planta, construida con ladrillos dorados. Tiene una fachada frontal de tres partes, cuyo elemento definitorio es una sección central que sobresale del techo. Tiene una entrada central arqueada, con un cerco de piedra rojiza que incluye pilastras y un entablamento sobre el arco de piedra. La sección exterior izquierda tiene tres ventanas de guillotina que comparten un dintel de piedra rojiza, que están separadas de las ventanas similares a travesaños por un encabezado similar. La sección derecha exterior solo tiene ventanas cuadradas en las posiciones del travesaño.
La biblioteca fue establecida en 1887 por Stephen Gordon Nash, cuyo hogar de infancia fue una casa, hasta que se convirtió en una biblioteca de suscripción privada, fundada en 1818. Nash murió en 1894, después de haber comprado tierras para el edificio de la biblioteca. En su testamento, dedicó  10 000 dólares para la construcción de un edificio, y dejó el resto de su patrimonio como una dotación para su mantenimiento. El edificio fue erigido en 1895 bajo el diseño de James E. Fuller, de Fuller & Delano, arquitectos con sede en Worcester, Massachusetts. Fue el primer edificio de biblioteca especialmente diseñado en el condado de Belknap.